# Chasing the Ghost
A Chasing the Ghost a Collide egyik 2000-ben megjelent albumának címe. Az album borítóját Chad Michael Ward tervezte.

## Az album dalai
1. Transfer
2. Wings of Steel
3. Razor Sharp
4. Dreamsleep
5. White Rabbit
6. Frozen
7. Halo
8. Monochrome
9. Ocean
10. Like You Want to Believe